# Babylon (film fra 2022)
Babylon er en amerikansk film fra 2022 af Damien Chazelle.

## Medvirkende
- Brad Pitt som Jack Conrad
- Margot Robbie som Nellie LaRoy
- Diego Calva som Manny Torres
- Jean Smart som Elinor St. John
- Jovan Adepo as Sidney Palmer
- Li Jun Li som Lady Fay Zhu
- Olivia Hamilton som Ruth Adler
- P. J. Byrne som Max
- Tobey Maguire som James McKay